# M'cisna
M'cisna, anciennement Sidi Saïd, est une commune algérienne de la wilaya de Béjaïa et la daïra de Seddouk.

## Géographie

### Situation
La commune de M'cisna est limitée au nord par les communes de Leflaye, Sidi Ayad et Timezrit, à l'est par la commune de Beni Djellil, au sud-est par la commune de Beni Maouche et au sud-ouest par la commune de Seddouk.
| Leflaye | Sidi Ayad | Timezrit     |
| Seddouk | M'cisna   | Beni Djellil |
| Seddouk | Seddouk   | Beni Maouche |

### Lieux-dits, quartiers et hameaux
Outre son chef-lieu Sidi Saïd, la commune de M'cisna est composée à sa création des localités suivantes : Amagaz, Tighermine, Ighil Ouantar, Ighil Melloulen, Immoula, Iazouzène. Sidi said.

## Histoire
Le nom de M'cisna (en kabyle imcissen) vient du radical "mass" qui au singulier donne amessis. Comme dans massnsen "leur chef". Cette tribu est l'une des plus anciennes tribu algérienne. Elle est atteste depuis l'antiquité ou elle s'appelait "macissenses" Ammien Marcelin nous dit que c'est l'une des tribus ayant participé à la révolte de firmus

## Sources, notes et références
1. ↑  « Wilaya de Béjaïa : répartition de la population résidente des ménages ordinaires et collectifs, selon la commune de résidence et la dispersion ». Données du recensement général de la population et de l'habitat de 2008 sur le site de l'ONS.
2. ↑  « Arrêté du 22 février 1989 portant changement du nom de la commune de “Sidi Saïd”, wilaya de Béjaïa », JO n° 28-18 du 22 février 1980, p. 405.
3. ↑  « Décret no 84-365 du 1er novembre 1984 fixant la composition, la consistance et les limites territoriales des communes », Journal officiel de la République algérienne démocratique et populaire, no 67,‎ 19 décembre 1984, p. 1488 (lire en ligne).
4. ↑  J. Desanges, « Masinissenses », Encyclopédie berbère, no 30,‎ 29 décembre 2010, p. 4643 (ISSN 1015-7344, DOI 10.4000/encyclopedieberbere.486, lire en ligne, consulté le 8 mars 2024)